# Liste der Denksteine in Waren (Müritz)
Die Liste der Denksteine in Waren (Müritz) enthält die Denksteine in Waren (Müritz), die an das Schicksal der Menschen erinnern, die während der Zeit des Nationalsozialismus ermordet, deportiert, vertrieben oder in den Suizid getrieben wurden oder flohen. Die Denksteine sind dem Projekt Stolpersteine von Gunter Demnig nachempfunden. In Waren (Müritz) sind auch Stolpersteine verlegt worden (siehe Liste der Stolpersteine in Waren (Müritz)).

## Verlegte Denksteine
| Bild | Inschrift                                                                                      | Name                | Standort         |  | Verlegedatum | Leben |
| ---- | ---------------------------------------------------------------------------------------------- | ------------------- | ---------------- |  | ------------ | ----- |
|      |                                                                                                | Ernst Burchard      | Teterower Straße |  |              |       |
|      | HIER WOHNTE ALFRED JACOB JG. 1913 DEPORTIERT 1943 ERSCHOSSEN AM 30.04.1945 IN MAUTHAUSEN       | Alfred Jacob        | Lloydstraße      |  |              |       |
|      | HIER WOHNTE ERICH JACOB JG. 1879 DEPORTIERT 1943 ERMORDET 1945 IN AUSCHWITZ                    | Erich Jacob         | Lloydstraße      |  |              |       |
|      | HIER WOHNTE TONI JACOB JG. 1891 DEPORTIERT 1943 ERMORDET 1945 IN AUSCHWITZ                     | Toni Jacob          | Lloydstraße      |  |              |       |
|      | HIER WOHNTE ARNOLD LEOPOLD JG. 1876 DEPORTIERT 1942 VERSTORBEN AM 19.05.1945 IN THERESIENSTADT | Arnold Leopold      | Neuer Markt      |  |              |       |
|      | HIER WOHNTE HEINRICH LEOPOLD JG. 1921 DEPORTIERT 1943 ERMORDET IN AUSCHWITZ                    | Heinrich Leopold    | Neuer Markt      |  |              |       |
|      | HIER WOHNTE KARL OTTO LÖWENBERG JG. 1925 DEPORTIERT 1941 ERMORDET IN MINSK                     | Karl Otto Löwenberg | Neuer Markt      |  |              |       |
|      | HIER WOHNTE MARGARETE LÖWENBERG JG. 1896 DEPORTIERT 1941 ERMORDET IN MINSK                     | Margarete Löwenberg | Neuer Markt      |  |              |       |
|      | HIER WOHNTE MAX LÖWENBERG JG. 1891 DEPORTIERT 1941 ERMORDET IN MINSK                           | Max Löwenberg       | Neuer Markt      |  |              |       |
|      | HIER WOHNTE RUTH LÖWENBERG JG. 1927 DEPORTIERT 1941 ERMORDET IN MINSK                          | Ruth Löwenberg      | Neuer Markt      |  |              |       |
|      | HIER WOHNTE FRIEDA ROSENRAUCH DEPORTIERT ERMORDET IN RIGA                                      | Frieda Rosenrauch   | Lange Straße     |  |              |       |
|      | HIER WOHNTE BENNO SAMSON JG. 1887 DEPORTIERT 1942 ERMORDET IN MAJDANEK                         | Benno Samson        | Wiesenstraße     |  |              |       |